# Élections législatives de 1968 à Paris
Les élections législatives françaises de 1968 se déroulent les 23 et 30 juin 1968. À Paris, trente et un députés sont à élire dans le cadre de trente et un circonscriptions.
La majorité présidentielle remporte une victoire écrasante et élit 30 députés sur 31 circonscriptions (le centriste Paul Stehlin est élu dans la 21e circonscription).
Le PCF est balayé même s'il demeure la principale force politique de gauche à Paris. La FGDS perd son seul élu (Claude Estier) et est talonnée en voix par le PSU au premier tour.

## Élus
| Circonscription | Député sortant                                | Parti | Parti      | Député élu ou réélu       | Parti | Parti |
| --------------- | --------------------------------------------- | ----- | ---------- | ------------------------- | ----- | ----- |
| 1re             | Pierre-Charles Krieg                          |       | UDR        | Pierre-Charles Krieg      |       | UDR   |
| 2e              | Jacques Dominati                              |       | RI         | Jacques Dominati          |       | RI    |
| 3e              | René Capitant                                 |       | UDR        | René Capitant             |       | UDR   |
| 4e              | Pierre Bas                                    |       | UDR        | Pierre Bas                |       | UDR   |
| 5e              | Édouard Frédéric-Dupont nsrp                  |       | CD         | Michel Caldaguès          |       | UDR   |
| 6e              | Raymond Bousquet                              |       | UDR        | Maurice Couve de Murville |       | UDR   |
| 7e              | Gabriel Kaspereit                             |       | UDR        | Gabriel Kaspereit         |       | UDR   |
| 8e              | Jean-Charles Lepidi nsrp                      |       | UDR        | Claude-Gérard Marcus      |       | UDR   |
| 9e              | André Fanton                                  |       | UDR        | André Fanton              |       | UDR   |
| 10e             | Jacques Chambaz                               |       | PCF        | Claude Martin             |       | UDR   |
| 11e             | Aimée Batier nsrp suppléant de Roger Frey     |       | UDR        | Roger Frey                |       | UDR   |
| 12e             | Pierre-Louis Bourgoin                         |       | UDR        | Pierre-Louis Bourgoin     |       | UDR   |
| 13e             | Pierre Cot                                    |       | URR (PCF)  | Henri Modiano             |       | UDR   |
| 14e             | Serge Boucheny                                |       | PCF        | Hubert Germain            |       | UDR   |
| 15e             | Michel de Grailly                             |       | UDR        | Michel de Grailly         |       | UDR   |
| 16e             | Christian de La Malène                        |       | UDR        | Christian de La Malène    |       | UDR   |
| 17e             | Jacques Marette                               |       | UDR        | Jacques Marette           |       | UDR   |
| 18e             | Nicole de Hauteclocque                        |       | UDR        | Nicole de Hauteclocque    |       | UDR   |
| 19e             | Claude Roux                                   |       | UDR        | Claude Roux               |       | UDR   |
| 20e             | Michel Habib-Deloncle                         |       | UDR        | Michel Habib-Deloncle     |       | UDR   |
| 21e             | Bernard Lepeu                                 |       | UDR        | Paul Stehlin              |       | CD    |
| 22e             | Bernard Lafay                                 |       | CD         | Bernard Lafay             |       | UDR   |
| 23e             | Jean de Préaumont                             |       | UDR        | Jean de Préaumont         |       | UDR   |
| 24e             | André Roulland suppléant de François Missoffe |       | UDR        | François Missoffe         |       | UDR   |
| 25e             | Claude Estier                                 |       | CIR (FGDS) | Louis Vallon              |       | UDR   |
| 26e             | Joël Le Tac                                   |       | UDR        | Joël Le Tac               |       | UDR   |
| 27e             | Louis Baillot                                 |       | PCF        | Jean Bernasconi           |       | UDR   |
| 28e             | Pierre Ruais                                  |       | UDR        | Pierre Ruais              |       | UDR   |
| 29e             | Paul Laurent                                  |       | PCF        | André Rives-Henrÿs        |       | UDR   |
| 30e             | Claire Vergnaud                               |       | PCF        | Roland Carter             |       | UDR   |
| 31e             | Lucien Villa                                  |       | PCF        | Albert Marcenet           |       | UDR   |

## Résultats

### Résultats à l'échelle du département
| Parti                                                 | Parti                                                 | Parti                                          | Premier tour | Premier tour | Second tour | Second tour | Sièges |
| Parti                                                 | Parti                                                 | Parti                                          | Voix         | %            | Voix        | %           | Sièges |
| ----------------------------------------------------- | ----------------------------------------------------- | ---------------------------------------------- | ------------ | ------------ | ----------- | ----------- | ------ |
|                                                       |                                                       | Union pour la défense de la République         | 464 157      | 42,28        | 482 467     | 51,98       | 29     |
|                                                       | Républicains indépendants                             | 41 951                                         | 3,82         | 20 128       | 2,17        | 1           |        |
|                                                       | Divers droite (gaulliste)                             | 4 957                                          | 0,45         |              |             | 0           |        |
| Total Union des républicains de progrès               | Total Union des républicains de progrès               | 511 065                                        | 46,55        | 502 595      | 54,15       | 30          |        |
|                                                       |                                                       | Parti communiste français                      | 191 753      | 17,46        | 232 505     | 25,06       | 0      |
|                                                       | Union progressiste                                    | 11 183                                         | 1,02         | 13 630       | 1,46        | 0           |        |
| Total Parti communiste français et alliés             | Total Parti communiste français et alliés             | 202 936                                        | 18,48        | 246 135      | 26,52       | 0           |        |
|                                                       |                                                       | Centre démocrate                               | 171 995      | 15,67        | 156 763     | 16,89       | 1      |
|                                                       | Centre national des indépendants et paysans           | 9 507                                          | 0,87         | 6 586        | 0,71        | 0           |        |
| Total Progrès et démocratie moderne                   | Total Progrès et démocratie moderne                   | 181 502                                        | 16,53        | 163 349      | 17,60       | 1           |        |
|                                                       |                                                       | Section française de l'Internationale ouvrière | 40 248       | 3,67         |             |             | 0      |
|                                                       | Convention des institutions républicaines             | 34 102                                         | 3,11         | 16 076       | 1,73        | 0           |        |
|                                                       | Parti radical                                         | 10 169                                         | 0,93         |              |             | 0           |        |
| Total Fédération de la gauche démocrate et socialiste | Total Fédération de la gauche démocrate et socialiste | 84 519                                         | 7,70         | 16 076       | 1,73        | 0           |        |
|                                                       | Parti socialiste unifié                               | Parti socialiste unifié                        | 81 458       | 7,42         |             |             | 0      |
|                                                       | Technique et démocratie                               | Technique et démocratie                        | 17 169       | 1,56         | 0           |             |        |
|                                                       | Mouvement pour la réforme                             | Mouvement pour la réforme                      | 7 532        | 0,69         | 0           |             |        |
|                                                       | Modérés                                               | Modérés                                        | 5 657        | 0,52         | 0           |             |        |
|                                                       | Radical socialiste                                    | Radical socialiste                             | 2 362        | 0,22         | 0           |             |        |
|                                                       | Extrême droite (dont ARIL)                            | Extrême droite (dont ARIL)                     | 2 145        | 0,20         | 0           |             |        |
|                                                       | Extrême gauche                                        | Extrême gauche                                 | 916          | 0,08         | 0           |             |        |
|                                                       | Divers                                                | Divers                                         | 673          | 0,06         | 0           |             |        |
|                                                       | Parti radical (hors FGDS)                             | Parti radical (hors FGDS)                      | 2            | 0,00         | 0           |             |        |
|                                                       |                                                       |                                                |              |              |             |             |        |
| Inscrits                                              | Inscrits                                              | Inscrits                                       | 1 441 795    | 100,00       | 1 325 501   | 100,00      | 31     |
| Abstentions                                           | Abstentions                                           | Abstentions                                    | 333 604      | 23,14        | 370 989     | 27,99       |        |
| Votants                                               | Votants                                               | Votants                                        | 1 108 191    | 76,86        | 954 512     | 72,01       |        |
| Blancs et nuls                                        | Blancs et nuls                                        | Blancs et nuls                                 | 10 255       | 0,93         | 26 357      | 2,76        |        |
| Exprimés                                              | Exprimés                                              | Exprimés                                       | 1 097 936    | 99,07        | 928 155     | 97,24       |        |

### Résultats par circonscription
| Aller aux résultats d'une circonscription |
| --- |
| 1re • 2e • 3e • 4e • 5e • 6e • 7e • 8e • 9e • 10e • 11e • 12e • 13e • 14e • 15e 16e • 17e • 18e • 19e • 20e • 21e • 22e • 23e • 24e • 25e • 26e • 27e • 28e • 29e • 30e • 31e |

#### Première circonscription
| Candidat                         | Candidat                           | Parti          | Premier tour | Premier tour | Second tour | Second tour |  |
| Candidat                         | Candidat                           | Parti          | Voix         | %            | Voix        | %           |  |
| -------------------------------- | ---------------------------------- | -------------- | ------------ | ------------ | ----------- | ----------- |  |
|                                  | Pierre-Charles Krieg sortant réélu | UDR (URP)      | 17 175       | 46,90        | 18 190      | 53,61       |  |
|                                  | Pierre Guérard                     | CNIP (PDM)     | 6 108        | 16,68        | 6 586       | 19,41       |  |
|                                  | Marcel Krop                        | PCF            | 5 894        | 16,10        | 9 154       | 26,98       |  |
|                                  | Pierre Joxe                        | CIR (FGDS)     | 3 992        | 10,90        |             |             |  |
|                                  | Claude Faure                       | PSU            | 2 840        | 7,76         |             |             |  |
|                                  | Lucien Iris                        | Divers (TD)    | 608          | 1,66         |             |             |  |
|                                  |                                    |                |              |              |             |             |  |
| Inscrits                         | Inscrits                           | Inscrits       | 49 008       | 100,00       | 49 013      | 100,00      |  |
| Abstentions                      | Abstentions                        | Abstentions    | 12 026       | 24,54        | 14 632      | 29,85       |  |
| Votants                          | Votants                            | Votants        | 36 982       | 75,46        | 34 381      | 70,15       |  |
| Blancs et nuls                   | Blancs et nuls                     | Blancs et nuls | 365          | 0,99         | 451         | 1,31        |  |
| Exprimés                         | Exprimés                           | Exprimés       | 36 617       | 99,01        | 33 930      | 98,69       |  |
| Source : Data.gouv.fr et CEVIPOF |                                    |                |              |              |             |             |  |

#### Deuxième circonscription
| Candidat                         | Candidat                       | Parti          | Premier tour | Premier tour | Second tour | Second tour |  |
| Candidat                         | Candidat                       | Parti          | Voix         | %            | Voix        | %           |  |
| -------------------------------- | ------------------------------ | -------------- | ------------ | ------------ | ----------- | ----------- |  |
|                                  | Jacques Dominati sortant réélu | RI (UDR)       | 17 019       | 46,18        | 20 128      | 60,97       |  |
|                                  | Hervé Ropert                   | PCF            | 7 278        | 19,75        | 12 884      | 39,03       |  |
|                                  | René Moulinier                 | CD (PDM)       | 4 480        | 12,16        |             |             |  |
|                                  | David Weill                    | PSU            | 3 681        | 9,99         |             |             |  |
|                                  | Gilbert Chabrut                | SFIO (FGDS)    | 2 928        | 7,94         |             |             |  |
|                                  | Victor Chanaud                 | Divers (MPR)   | 459          | 1,25         |             |             |  |
|                                  | Jean Leroy                     | Radsoc         | 435          | 1,19         |             |             |  |
|                                  | René Margeridon                | Divers (TD)    | 334          | 0,91         |             |             |  |
|                                  | Jacques Thieblot               | Radsoc         | 241          | 0,66         |             |             |  |
|                                  |                                |                |              |              |             |             |  |
| Inscrits                         | Inscrits                       | Inscrits       | 50 066       | 100,00       | 50 077      | 100,00      |  |
| Abstentions                      | Abstentions                    | Abstentions    | 12 829       | 25,62        | 15 687      | 31,33       |  |
| Votants                          | Votants                        | Votants        | 37 237       | 74,38        | 34 390      | 68,67       |  |
| Blancs et nuls                   | Blancs et nuls                 | Blancs et nuls | 382          | 1,03         | 1 378       | 4,01        |  |
| Exprimés                         | Exprimés                       | Exprimés       | 36 855       | 98,97        | 33 012      | 95,99       |  |
| Source : Data.gouv.fr et CEVIPOF |                                |                |              |              |             |             |  |

#### Troisième circonscription
| Candidat                         | Candidat                    | Parti          | Premier tour | Premier tour | Second tour | Second tour |  |
| Candidat                         | Candidat                    | Parti          | Voix         | %            | Voix        | %           |  |
| -------------------------------- | --------------------------- | -------------- | ------------ | ------------ | ----------- | ----------- |  |
|                                  | René Capitant sortant réélu | UDR (URP)      | 16 389       | 44,11        | 20 322      | 63,11       |  |
|                                  | Bernard Gulon               | PCF            | 5 708        | 15,36        | 11 877      | 36,89       |  |
|                                  | Jacques Raffin              | CD (PDM)       | 5 310        | 14,90        |             |             |  |
|                                  | Marc Heurgon                | PSU            | 3 865        | 10,40        |             |             |  |
|                                  | Robert Verdier              | SFIO (FGDS)    | 2 904        | 7,82         |             |             |  |
|                                  | Jean-Marie Le Pen           | Extrême droite | 1 947        | 5,24         |             |             |  |
|                                  | Robert Bonnet               | Divers (TD)    | 421          | 1,13         |             |             |  |
|                                  | Édith Gérard                | Extrême droite | 198          | 0,53         |             |             |  |
|                                  | Robert Azoulay              | Modérés        | 90           | 0,24         |             |             |  |
|                                  | Candidats divers*           | Divers         | 321          | 0,86         |             |             |  |
|                                  |                             |                |              |              |             |             |  |
| Inscrits                         | Inscrits                    | Inscrits       | 53 630       | 100,00       | 53 630      | 100,00      |  |
| Abstentions                      | Abstentions                 | Abstentions    | 16 117       | 30,05        | 19 088      | 35,59       |  |
| Votants                          | Votants                     | Votants        | 37 513       | 69,95        | 34 542      | 64,41       |  |
| Blancs et nuls                   | Blancs et nuls              | Blancs et nuls | 360          | 0,96         | 2 343       | 6,78        |  |
| Exprimés                         | Exprimés                    | Exprimés       | 37 153       | 99,04        | 32 199      | 93,22       |  |
| Source : Data.gouv.fr et CEVIPOF |                             |                |              |              |             |             |  |

#### Quatrième circonscription
| Candidat                         | Candidat                 | Parti                | Premier tour | Premier tour | Second tour | Second tour |  |
| Candidat                         | Candidat                 | Parti                | Voix         | %            | Voix        | %           |  |
| -------------------------------- | ------------------------ | -------------------- | ------------ | ------------ | ----------- | ----------- |  |
|                                  | Pierre Bas sortant réélu | UDR (URP)            | 15 049       | 46,99        | 15 935      | 58,37       |  |
|                                  | Jacques Mathieu          | CD (PDM)             | 7 080        | 22,11        | 11 365      | 41,63       |  |
|                                  | Francette Lazard         | PCF                  | 3 183        | 9,94         |             |             |  |
|                                  | André Larquié            | PSU                  | 2 882        | 9,00         |             |             |  |
|                                  | Didier Motchane          | SFIO (FGDS)          | 1 368        | 4,27         |             |             |  |
|                                  | Philippe Tesson          | Extrême gauche (CSN) | 916          | 2,86         |             |             |  |
|                                  | Gabriel Bénet            | Divers (MPR)         | 602          | 1,88         |             |             |  |
|                                  | Henri Sanchez            | Radsoc               | 485          | 1,51         |             |             |  |
|                                  | Claude Michaud           | Divers (TD)          | 460          | 1,44         |             |             |  |
|                                  |                          |                      |              |              |             |             |  |
| Inscrits                         | Inscrits                 | Inscrits             | 41 671       | 100,00       | 41 703      | 100,00      |  |
| Abstentions                      | Abstentions              | Abstentions          | 9 377        | 22,5         | 13 452      | 32,26       |  |
| Votants                          | Votants                  | Votants              | 32 294       | 77,5         | 28 251      | 67,74       |  |
| Blancs et nuls                   | Blancs et nuls           | Blancs et nuls       | 269          | 0,83         | 951         | 3,37        |  |
| Exprimés                         | Exprimés                 | Exprimés             | 32 025       | 99,17        | 27 300      | 96,63       |  |
| Source : Data.gouv.fr et CEVIPOF |                          |                      |              |              |             |             |  |

#### Cinquième circonscription
| Candidat                  | Candidat             | Parti          | Premier tour | Premier tour | Second tour | Second tour |  |
| Candidat                  | Candidat             | Parti          | Voix         | %            | Voix        | %           |  |
| ------------------------- | -------------------- | -------------- | ------------ | ------------ | ----------- | ----------- |  |
|                           | Michel Caldaguès élu | UDR (URP)      | 17 790       | 43,92        | 18 816      | 51,02       |  |
|                           | Bertrand Motte       | CD (PDM)       | 14 237       | 35,14        | 18 067      | 48,98       |  |
|                           | Odette Sabaté        | PCF            | 2 734        | 6,75         |             |             |  |
|                           | Jean-Pierre Guillon  | PSU            | 2 633        | 6,5          |             |             |  |
|                           | Roger-Paul Bugnet    | CIR (FGDS)     | 1 669        | 4,12         |             |             |  |
|                           | Louis Macaigne       | MPR            | 879          | 2,17         |             |             |  |
|                           | Médélia Marlialy     | TD             | 387          | 0,96         |             |             |  |
|                           | Claude Bazoche       | Divers         | 181          | 0,45         |             |             |  |
|                           |                      |                |              |              |             |             |  |
| Inscrits                  | Inscrits             | Inscrits       | 52 022       | 100,00       | 52 022      | 100,00      |  |
| Abstentions               | Abstentions          | Abstentions    | 11 267       | 21,66        | 13 980      | 26,87       |  |
| Votants                   | Votants              | Votants        | 40 755       | 78,34        | 38 042      | 73,13       |  |
| Blancs et nuls            | Blancs et nuls       | Blancs et nuls | 245          | 0,6          | 1 159       | 3,05        |  |
| Exprimés                  | Exprimés             | Exprimés       | 40 510       | 99,4         | 36 883      | 96,95       |  |
| Source : CDSP et Le Monde |                      |                |              |              |             |             |  |

#### Sixième circonscription
|                                  | Maurice Couve de Murville élu | UDR (URP)      | 14 998 | 53,5   |  |  |  |
|                                  | Philippe Tollu                | CD (PDM)       | 7 789  | 27,78  |  |  |  |
|                                  | Jacques Brière                | PCF            | 1 750  | 6,24   |  |  |  |
|                                  | François Ribis                | PSU            | 1 717  | 6,12   |  |  |  |
|                                  | Guy Gennesseaux               | Radical (FGDS) | 1 359  | 4,85   |  |  |  |
|                                  | Philippe André                | TD             | 344    | 1,23   |  |  |  |
|                                  | Henri Jouault                 | Modérés        | 75     | 0,27   |  |  |  |
|                                  | Maurice Bismuth               | Radical        | 2      | 0,01   |  |  |  |
|                                  |                               |                |        |        |  |  |  |
| Inscrits                         | Inscrits                      | Inscrits       | 36 028 | 100,00 |  |  |  |
| Abstentions                      | Abstentions                   | Abstentions    | 7 784  | 21,61  |  |  |  |
| Votants                          | Votants                       | Votants        | 28 244 | 78,39  |  |  |  |
| Blancs et nuls                   | Blancs et nuls                | Blancs et nuls | 210    | 0,74   |  |  |  |
| Exprimés                         | Exprimés                      | Exprimés       | 28 034 | 99,26  |  |  |  |
| Source : Data.gouv.fr et CEVIPOF |                               |                |        |        |  |  |  |

#### Septième circonscription
| Candidat       | Candidat                        | Parti          | Premier tour | Premier tour | Second tour | Second tour |  |
| Candidat       | Candidat                        | Parti          | Voix         | %            | Voix        | %           |  |
| -------------- | ------------------------------- | -------------- | ------------ | ------------ | ----------- | ----------- |  |
|                | Gabriel Kaspereit sortant réélu | UDR (URP)      | 18 163       | 49,8         | 18 648      | 58,37       |  |
|                | Jean-Claude Briffault           | CD (PDM)       | 6 424        | 17,61        | 13 299      | 41,63       |  |
|                | Raymond Barbé                   | PCF            | 4 194        | 11,5         |             |             |  |
|                | Michel Garnier-Thénon           | SFIO (FGDS)    | 3 144        | 8,62         |             |             |  |
|                | Patrick Peugeot                 | PSU            | 2 811        | 7,71         |             |             |  |
|                | Alain Vanet                     | MPR            | 666          | 1,83         |             |             |  |
|                | François Cadiou                 | Radsoc         | 640          | 1,75         |             |             |  |
|                | Claudie Poidatz                 | TD             | 430          | 1,18         |             |             |  |
|                |                                 |                |              |              |             |             |  |
| Inscrits       | Inscrits                        | Inscrits       | 47 257       | 100,00       | 47 257      | 100,00      |  |
| Abstentions    | Abstentions                     | Abstentions    | 10 475       | 22,17        | 14 224      | 30,1        |  |
| Votants        | Votants                         | Votants        | 36 782       | 77,83        | 33 033      | 69,9        |  |
| Blancs et nuls | Blancs et nuls                  | Blancs et nuls | 310          | 0,84         | 1 086       | 3,29        |  |
| Exprimés       | Exprimés                        | Exprimés       | 36 472       | 99,16        | 31 947      | 96,71       |  |

#### Huitième circonscription
| Candidat                         | Candidat                 | Parti          | Premier tour | Premier tour | Second tour | Second tour |  |
| Candidat                         | Candidat                 | Parti          | Voix         | %            | Voix        | %           |  |
| -------------------------------- | ------------------------ | -------------- | ------------ | ------------ | ----------- | ----------- |  |
|                                  | Claude-Gérard Marcus élu | UDR (URP)      | 18 465       | 38,95        | 23 073      | 51,85       |  |
|                                  | Catherine Lagatu         | PCF            | 9 838        | 20,75        | 14 046      | 31,56       |  |
|                                  | Jean-Pierre Lataste      | CD (PDM)       | 6 683        | 14,1         | 7 381       | 16,59       |  |
|                                  | Xavier de La Fournière   | RI             | 4 612        | 9,73         |             |             |  |
|                                  | Roger Noulé              | PSU            | 3 751        | 7,91         |             |             |  |
|                                  | Janette Brutelle-Duba    | SFIO (FGDS)    | 3 645        | 7,69         |             |             |  |
|                                  | René Bon                 | TD             | 408          | 0,86         |             |             |  |
|                                  |                          |                |              |              |             |             |  |
| Inscrits                         | Inscrits                 | Inscrits       | 61 729       | 100,00       | 61 734      | 100,00      |  |
| Abstentions                      | Abstentions              | Abstentions    | 13 823       | 22,39        | 16 714      | 27,07       |  |
| Votants                          | Votants                  | Votants        | 47 906       | 77,61        | 45 020      | 72,93       |  |
| Blancs et nuls                   | Blancs et nuls           | Blancs et nuls | 504          | 1,05         | 520         | 1,16        |  |
| Exprimés                         | Exprimés                 | Exprimés       | 47 402       | 98,95        | 44 500      | 98,84       |  |
| Source : Data.gouv.fr et CEVIPOF |                          |                |              |              |             |             |  |

#### Neuvième circonscription
| Candidat                         | Candidat                   | Parti          | Premier tour | Premier tour | Second tour | Second tour |  |
| Candidat                         | Candidat                   | Parti          | Voix         | %            | Voix        | %           |  |
| -------------------------------- | -------------------------- | -------------- | ------------ | ------------ | ----------- | ----------- |  |
|                                  | André Fanton sortant réélu | UDR (URP)      | 14 264       | 45,2         | 15 040      | 50,52       |  |
|                                  | Aimé Delarue               | PCF            | 6 856        | 21,73        | 9 945       | 33,4        |  |
|                                  | Jacques Rolland            | CD (PDM)       | 4 655        | 14,75        | 4 787       | 16,08       |  |
|                                  | Jean-Claude Goaër          | Radical (FGDS) | 3 109        | 9,85         |             |             |  |
|                                  | Raymond Sarembaud          | PSU            | 2 247        | 7,12         |             |             |  |
|                                  | René Galoin                | TD             | 424          | 1,34         |             |             |  |
|                                  |                            |                |              |              |             |             |  |
| Inscrits                         | Inscrits                   | Inscrits       | 40 899       | 100,00       | 40 886      | 100,00      |  |
| Abstentions                      | Abstentions                | Abstentions    | 9 023        | 22,06        | 10 776      | 26,36       |  |
| Votants                          | Votants                    | Votants        | 31 876       | 77,94        | 30 110      | 73,64       |  |
| Blancs et nuls                   | Blancs et nuls             | Blancs et nuls | 321          | 1,01         | 338         | 1,12        |  |
| Exprimés                         | Exprimés                   | Exprimés       | 31 555       | 98,99        | 29 772      | 98,88       |  |
| Source : Data.gouv.fr et CEVIPOF |                            |                |              |              |             |             |  |

#### Dixième circonscription
| Candidat                    | Candidat                | Parti                     | Premier tour | Premier tour | Second tour | Second tour |  |
| Candidat                    | Candidat                | Parti                     | Voix         | %            | Voix        | %           |  |
| --------------------------- | ----------------------- | ------------------------- | ------------ | ------------ | ----------- | ----------- |  |
|                             | Claude Martin élu       | UDR (URP)                 | 11 637       | 27,94        | 20 918      | 54,19       |  |
|                             | Jacques Chambaz sortant | PCF                       | 11 591       | 27,83        | 17 681      | 45,81       |  |
|                             | Paul Pernin             | CD (PDM)                  | 5 319        | 12,77        |             |             |  |
|                             | Bernard Jarrier         | RI                        | 4 001        | 9,61         |             |             |  |
|                             | Georges Leygnac         | CIR (FGDS)                | 3 197        | 7,67         |             |             |  |
|                             | Marguerite Gillet       | PSU                       | 2 745        | 6,59         |             |             |  |
|                             | Claude Bouteleux        | Divers droite (Gaulliste) | 2 710        | 6,51         |             |             |  |
|                             | Jean Chevalier          | TD                        | 455          | 1,09         |             |             |  |
|                             |                         |                           |              |              |             |             |  |
| Inscrits                    | Inscrits                | Inscrits                  | 54 201       | 100,00       | 54 180      | 100,00      |  |
| Abstentions                 | Abstentions             | Abstentions               | 12 094       | 22,31        | 14 110      | 26,04       |  |
| Votants                     | Votants                 | Votants                   | 42 107       | 77,69        | 40 070      | 73,96       |  |
| Blancs et nuls              | Blancs et nuls          | Blancs et nuls            | 452          | 1,07         | 1 471       | 3,67        |  |
| Exprimés                    | Exprimés                | Exprimés                  | 41 655       | 98,93        | 38 599      | 96,33       |  |
| Source : Gallica et CEVIPOF |                         |                           |              |              |             |             |  |

#### Onzième circonscription
| Candidat                         | Candidat                 | Parti          | Premier tour | Premier tour | Second tour | Second tour |  |
| Candidat                         | Candidat                 | Parti          | Voix         | %            | Voix        | %           |  |
| -------------------------------- | ------------------------ | -------------- | ------------ | ------------ | ----------- | ----------- |  |
|                                  | Roger Frey sortant réélu | UDR (URP)      | 17 725       | 47,57        | 18 315      | 52,36       |  |
|                                  | Daniel Domange           | CD (PDM)       | 6 722        | 18,04        | 7 320       | 20,93       |  |
|                                  | Maria Doriath            | PCF            | 6 209        | 16,66        | 9 341       | 26,71       |  |
|                                  | Paul Carpena             | SFIO (FGDS)    | 3 061        | 8,22         |             |             |  |
|                                  | Philippe Laubreaux       | PSU            | 2 600        | 6,98         |             |             |  |
|                                  | Paul Potier              | MPR            | 468          | 1,26         |             |             |  |
|                                  | Albert Lévy-Soussan      | TD             | 362          | 0,97         |             |             |  |
|                                  | Paul Peschard            | Radsoc         | 111          | 0,3          |             |             |  |
|                                  |                          |                |              |              |             |             |  |
| Inscrits                         | Inscrits                 | Inscrits       | 48 105       | 100,00       | 48 108      | 100,00      |  |
| Abstentions                      | Abstentions              | Abstentions    | 10 532       | 21,89        | 12 610      | 26,21       |  |
| Votants                          | Votants                  | Votants        | 37 573       | 78,11        | 35 498      | 73,79       |  |
| Blancs et nuls                   | Blancs et nuls           | Blancs et nuls | 315          | 0,84         | 522         | 1,47        |  |
| Exprimés                         | Exprimés                 | Exprimés       | 37 258       | 99,16        | 34 976      | 98,53       |  |
| Source : Data.gouv.fr et CEVIPOF |                          |                |              |              |             |             |  |

#### Douzième circonscription
| Candidat                         | Candidat                            | Parti          | Premier tour | Premier tour | Second tour | Second tour |  |
| Candidat                         | Candidat                            | Parti          | Voix         | %            | Voix        | %           |  |
| -------------------------------- | ----------------------------------- | -------------- | ------------ | ------------ | ----------- | ----------- |  |
|                                  | Pierre-Louis Bourgoin sortant réélu | UDR (URP)      | 14 620       | 45,47        | 15 317      | 50,63       |  |
|                                  | Georges Heckli                      | PCF            | 6 710        | 20,87        | 9 612       | 31,77       |  |
|                                  | Pierre Gilbert                      | CD (PDM)       | 5 147        | 16,01        | 5 325       | 17,6        |  |
|                                  | Marie-Thérèse Eyquem                | CIR (FGDS)     | 3 104        | 9,65         |             |             |  |
|                                  | Philippe Simon                      | PSU            | 1 993        | 6,2          |             |             |  |
|                                  | André Dejoux                        | Modérés        | 408          | 1,27         |             |             |  |
|                                  | Georges Leskovac                    | Divers         | 171          | 0,53         |             |             |  |
|                                  |                                     |                |              |              |             |             |  |
| Inscrits                         | Inscrits                            | Inscrits       | 42 327       | 100,00       | 42 316      | 100,00      |  |
| Abstentions                      | Abstentions                         | Abstentions    | 9 882        | 23,35        | 11 789      | 27,86       |  |
| Votants                          | Votants                             | Votants        | 32 445       | 76,65        | 30 527      | 72,14       |  |
| Blancs et nuls                   | Blancs et nuls                      | Blancs et nuls | 292          | 0,9          | 273         | 0,89        |  |
| Exprimés                         | Exprimés                            | Exprimés       | 32 153       | 99,1         | 30 254      | 99,11       |  |
| Source : Data.gouv.fr et CEVIPOF |                                     |                |              |              |             |             |  |

#### Treizième circonscription
| Candidat                         | Candidat           | Parti          | Premier tour | Premier tour | Second tour | Second tour |  |
| Candidat                         | Candidat           | Parti          | Voix         | %            | Voix        | %           |  |
| -------------------------------- | ------------------ | -------------- | ------------ | ------------ | ----------- | ----------- |  |
|                                  | Henri Modiano élu  | UDR (URP)      | 11 490       | 39,57        | 13 731      | 50,18       |  |
|                                  | Pierre Cot sortant | UP (PCF)       | 11 183       | 38,51        | 13 630      | 49,82       |  |
|                                  | Pierre de Chambrun | CD (PDM)       | 3 318        | 11,43        |             |             |  |
|                                  | Michel Grimal      | PSU            | 2 382        | 8,20         |             |             |  |
|                                  | Philippe Camplez   | Divers (TD)    | 663          | 2,28         |             |             |  |
|                                  |                    |                |              |              |             |             |  |
| Inscrits                         | Inscrits           | Inscrits       | 38 990       | 100,00       | 38 991      | 100,00      |  |
| Abstentions                      | Abstentions        | Abstentions    | 9 712        | 24,91        | 10 933      | 28,04       |  |
| Votants                          | Votants            | Votants        | 29 278       | 75,09        | 28 058      | 71,96       |  |
| Blancs et nuls                   | Blancs et nuls     | Blancs et nuls | 242          | 0,83         | 697         | 2,48        |  |
| Exprimés                         | Exprimés           | Exprimés       | 29 036       | 99,17        | 27 361      | 97,52       |  |
| Source : Data.gouv.fr et CEVIPOF |                    |                |              |              |             |             |  |

#### Quatorzième circonscription
| Candidat                         | Candidat               | Parti          | Premier tour | Premier tour | Second tour | Second tour |  |
| Candidat                         | Candidat               | Parti          | Voix         | %            | Voix        | %           |  |
| -------------------------------- | ---------------------- | -------------- | ------------ | ------------ | ----------- | ----------- |  |
|                                  | Hubert Germain élu     | UDR (URP)      | 15 815       | 42,78        | 18 687      | 54,88       |  |
|                                  | Serge Boucheny sortant | PCF            | 9 497        | 25,69        | 15 362      | 45,12       |  |
|                                  | Jean Tixier            | CD (PDM)       | 4 532        | 12,26        |             |             |  |
|                                  | Claude Bourdet         | PSU            | 4 021        | 10,88        |             |             |  |
|                                  | Pierre Giraud          | SFIO (FGDS)    | 2 407        | 6,51         |             |             |  |
|                                  | Thierry Joseph         | TD             | 697          | 1,89         |             |             |  |
|                                  |                        |                |              |              |             |             |  |
| Inscrits                         | Inscrits               | Inscrits       | 48 243       | 100,00       | 48 253      | 100,00      |  |
| Abstentions                      | Abstentions            | Abstentions    | 10 923       | 22,64        | 12 867      | 26,67       |  |
| Votants                          | Votants                | Votants        | 37 320       | 77,36        | 35 386      | 73,33       |  |
| Blancs et nuls                   | Blancs et nuls         | Blancs et nuls | 351          | 0,94         | 1 337       | 3,78        |  |
| Exprimés                         | Exprimés               | Exprimés       | 36 969       | 99,06        | 34 049      | 96,22       |  |
| Source : Data.gouv.fr et CEVIPOF |                        |                |              |              |             |             |  |

#### Quinzième  circonscription
| Candidat                         | Candidat                        | Parti          | Premier tour | Premier tour | Second tour | Second tour |  |
| Candidat                         | Candidat                        | Parti          | Voix         | %            | Voix        | %           |  |
| -------------------------------- | ------------------------------- | -------------- | ------------ | ------------ | ----------- | ----------- |  |
|                                  | Michel de Grailly sortant réélu | UDR (URP)      | 18 543       | 47           | 19 766      | 53,06       |  |
|                                  | Louis Lepage                    | CD (PDM)       | 7 345        | 18,62        | 8 023       | 21,54       |  |
|                                  | Albert Boisseau                 | PCF            | 5 617        | 14,24        | 9 465       | 25,41       |  |
|                                  | Robert Chapuis                  | PSU            | 3 695        | 9,37         |             |             |  |
|                                  | Jean-Pierre Chevènement         | SFIO (FGDS)    | 3 425        | 8,68         |             |             |  |
|                                  | Jacques Derlon                  | TD             | 569          | 1,44         |             |             |  |
|                                  | Christian Le Borgne             | MPR            | 259          | 0,66         |             |             |  |
|                                  |                                 |                |              |              |             |             |  |
| Inscrits                         | Inscrits                        | Inscrits       | 50 842       | 100,00       | 50 862      | 100,00      |  |
| Abstentions                      | Abstentions                     | Abstentions    | 11 063       | 21,76        | 13 196      | 25,94       |  |
| Votants                          | Votants                         | Votants        | 39 779       | 78,24        | 37 666      | 74,06       |  |
| Blancs et nuls                   | Blancs et nuls                  | Blancs et nuls | 326          | 0,82         | 412         | 1,09        |  |
| Exprimés                         | Exprimés                        | Exprimés       | 39 453       | 99,18        | 37 254      | 98,91       |  |
| Source : Data.gouv.fr et CEVIPOF |                                 |                |              |              |             |             |  |

#### Seizième circonscription
| Candidat                         | Candidat                             | Parti          | Premier tour | Premier tour | Second tour | Second tour |  |
| Candidat                         | Candidat                             | Parti          | Voix         | %            | Voix        | %           |  |
| -------------------------------- | ------------------------------------ | -------------- | ------------ | ------------ | ----------- | ----------- |  |
|                                  | Christian de La Malène sortant réélu | UDR (URP)      | 15 425       | 48,47        | 16 726      | 56,72       |  |
|                                  | Pierre Albert                        | PCF            | 7 942        | 24,95        | 12 764      | 43,28       |  |
|                                  | Dominique Stefanaggi                 | CIR (FGDS)     | 3 713        | 11,67        |             |             |  |
|                                  | Marc Mangenot                        | PSU            | 2 787        | 8,76         |             |             |  |
|                                  | André Granouillac                    | MPR            | 1 959        | 6,16         |             |             |  |
|                                  |                                      |                |              |              |             |             |  |
| Inscrits                         | Inscrits                             | Inscrits       | 41 763       | 100,00       | 41 768      | 100,00      |  |
| Abstentions                      | Abstentions                          | Abstentions    | 9 503        | 22,75        | 11 183      | 26,77       |  |
| Votants                          | Votants                              | Votants        | 32 260       | 77,25        | 30 585      | 73,23       |  |
| Blancs et nuls                   | Blancs et nuls                       | Blancs et nuls | 434          | 1,35         | 1 095       | 3,58        |  |
| Exprimés                         | Exprimés                             | Exprimés       | 31 826       | 98,65        | 29 490      | 96,42       |  |
| Source : Data.gouv.fr et CEVIPOF |                                      |                |              |              |             |             |  |

#### Dix-septième circonscription
| Candidat                         | Candidat                      | Parti          | Premier tour | Premier tour | Second tour | Second tour |  |
| Candidat                         | Candidat                      | Parti          | Voix         | %            | Voix        | %           |  |
| -------------------------------- | ----------------------------- | -------------- | ------------ | ------------ | ----------- | ----------- |  |
|                                  | Jacques Marette sortant réélu | UDR (URP)      | 19 741       | 48,56        | 20 605      | 54,3        |  |
|                                  | Jean Mounet                   | CD (PDM)       | 7 359        | 18,1         | 7 523       | 19,82       |  |
|                                  | Pierre Loiseau                | PCF            | 6 602        | 16,24        | 9 822       | 25,88       |  |
|                                  | Pierre Naville                | PSU            | 3 545        | 8,72         |             |             |  |
|                                  | Jean-Pierre Péchenart         | CIR (FGDS)     | 2 740        | 6,74         |             |             |  |
|                                  | Bernard Joseph                | TD             | 668          | 1,64         |             |             |  |
|                                  |                               |                |              |              |             |             |  |
| Inscrits                         | Inscrits                      | Inscrits       | 53 435       | 100,00       | 53 423      | 100,00      |  |
| Abstentions                      | Abstentions                   | Abstentions    | 12 478       | 23,35        | 15 069      | 28,21       |  |
| Votants                          | Votants                       | Votants        | 40 957       | 76,65        | 38 354      | 71,79       |  |
| Blancs et nuls                   | Blancs et nuls                | Blancs et nuls | 302          | 0,74         | 404         | 1,05        |  |
| Exprimés                         | Exprimés                      | Exprimés       | 40 655       | 99,26        | 37 950      | 98,95       |  |
| Source : Data.gouv.fr et CEVIPOF |                               |                |              |              |             |             |  |

#### Dix-huitième circonscription
| Candidat                         | Candidat                               | Parti          | Premier tour | Premier tour | Second tour | Second tour |  |
| Candidat                         | Candidat                               | Parti          | Voix         | %            | Voix        | %           |  |
| -------------------------------- | -------------------------------------- | -------------- | ------------ | ------------ | ----------- | ----------- |  |
|                                  | Nicole de Hauteclocque sortante réélue | UDR (URP)      | 14 191       | 47,11        | 14 854      | 57,07       |  |
|                                  | Jacques Foulquier                      | CD (PDM)       | 4 521        | 15,01        | 11 175      | 42,93       |  |
|                                  | Alain Savary                           | CIR (FGDS)     | 3 901        | 12,95        |             |             |  |
|                                  | Guy Fulero                             | PCF            | 3 509        | 11,65        |             |             |  |
|                                  | Paul-Louis Augias                      | PSU            | 1 801        | 5,98         |             |             |  |
|                                  | Robert Tardif                          | Modérés        | 1 695        | 5,63         |             |             |  |
|                                  | Louis Quesnel                          | TD             | 502          | 1,67         |             |             |  |
|                                  |                                        |                |              |              |             |             |  |
| Inscrits                         | Inscrits                               | Inscrits       | 39 238       | 100,00       | 39 305      | 100,00      |  |
| Abstentions                      | Abstentions                            | Abstentions    | 8 942        | 22,79        | 11 811      | 30,05       |  |
| Votants                          | Votants                                | Votants        | 30 296       | 77,21        | 27 494      | 69,95       |  |
| Blancs et nuls                   | Blancs et nuls                         | Blancs et nuls | 176          | 0,58         | 1 465       | 5,33        |  |
| Exprimés                         | Exprimés                               | Exprimés       | 30 120       | 99,42        | 26 029      | 94,67       |  |
| Source : Data.gouv.fr et CEVIPOF |                                        |                |              |              |             |             |  |

#### Dix-neuvième circonscription
| Candidat       | Candidat                  | Parti          | Premier tour | Premier tour | Second tour | Second tour |  |
| Candidat       | Candidat                  | Parti          | Voix         | %            | Voix        | %           |  |
| -------------- | ------------------------- | -------------- | ------------ | ------------ | ----------- | ----------- |  |
|                | Claude Roux sortant réélu | UDR (URP)      | 16 437       | 45,96        | 17 180      | 51,04       |  |
|                | André Moroni              | PCF            | 6 623        | 18,72        | 10 122      | 30,07       |  |
|                | Claude Legros             | CD (PDM)       | 6 283        | 17,57        | 6 358       | 18,89       |  |
|                | René Menuet               | SFIO (FGDS)    | 2 811        | 7,86         |             |             |  |
|                | Jacques Kergoat           | PSU            | 2 698        | 7,54         |             |             |  |
|                | Nadeyda Viet              | TD             | 518          | 1,45         |             |             |  |
|                |                           |                |              |              |             |             |  |
| Inscrits       | Inscrits                  | Inscrits       | 47 288       | 100,00       | 47 287      | 100,00      |  |
| Abstentions    | Abstentions               | Abstentions    | 11 273       | 23,84        | 13 295      | 28,12       |  |
| Votants        | Votants                   | Votants        | 36 015       | 76,16        | 33 992      | 71,88       |  |
| Blancs et nuls | Blancs et nuls            | Blancs et nuls | 255          | 0,71         | 332         | 0,98        |  |
| Exprimés       | Exprimés                  | Exprimés       | 35 760       | 99,29        | 33 660      | 99,02       |  |

#### Vingtième circonscription
| Candidat       | Candidat                            | Parti          | Premier tour | Premier tour | Second tour | Second tour |  |
| Candidat       | Candidat                            | Parti          | Voix         | %            | Voix        | %           |  |
| -------------- | ----------------------------------- | -------------- | ------------ | ------------ | ----------- | ----------- |  |
|                | Michel Habib-Deloncle sortant réélu | UDR (URP)      | 23 444       | 48,41        | 23 322      | 53,57       |  |
|                | Georges Mesmin                      | CD (PDM)       | 15 291       | 31,57        | 20 213      | 46,43       |  |
|                | Albert Ouzoulias                    | PCF            | 3 638        | 7,51         |             |             |  |
|                | Colette Audry                       | CIR (FGDS)     | 2 646        | 5,46         |             |             |  |
|                | Antonin Alis                        | PSU            | 2 255        | 4,66         |             |             |  |
|                | Daniel de Longeaux                  | TD             | 1 155        | 2,38         |             |             |  |
|                |                                     |                |              |              |             |             |  |
| Inscrits       | Inscrits                            | Inscrits       | 61 934       | 100,00       | 61 811      | 100,00      |  |
| Abstentions    | Abstentions                         | Abstentions    | 13 241       | 21,38        | 17 149      | 27,74       |  |
| Votants        | Votants                             | Votants        | 48 693       | 78,62        | 44 662      | 72,26       |  |
| Blancs et nuls | Blancs et nuls                      | Blancs et nuls | 264          | 0,54         | 1 127       | 2,52        |  |
| Exprimés       | Exprimés                            | Exprimés       | 48 429       | 99,46        | 43 535      | 97,48       |  |

#### Vingt-et-unième circonscription
| Candidat       | Candidat              | Parti                     | Premier tour | Premier tour | Second tour | Second tour |  |
| Candidat       | Candidat              | Parti                     | Voix         | %            | Voix        | %           |  |
| -------------- | --------------------- | ------------------------- | ------------ | ------------ | ----------- | ----------- |  |
|                | Bernard Lepeu sortant | UDR (URP)                 | 17 285       | 42,6         | 18 473      | 49,22       |  |
|                | Paul Stehlin élu      | CD (PDM)                  | 15 111       | 37,24        | 19 062      | 50,78       |  |
|                | Michel Blum           | PSU                       | 2 733        | 6,74         |             |             |  |
|                | Robert Bouvier        | PCF                       | 2 647        | 6,52         |             |             |  |
|                | Maurice Münch         | Divers droite (Gaulliste) | 2 247        | 5,54         |             |             |  |
|                | Roland Muraz          | TD                        | 552          | 1,36         |             |             |  |
|                |                       |                           |              |              |             |             |  |
| Inscrits       | Inscrits              | Inscrits                  | 51 646       | 100,00       | 51 576      | 100,00      |  |
| Abstentions    | Abstentions           | Abstentions               | 10 853       | 21,01        | 13 133      | 25,46       |  |
| Votants        | Votants               | Votants                   | 40 793       | 78,99        | 38 443      | 74,54       |  |
| Blancs et nuls | Blancs et nuls        | Blancs et nuls            | 218          | 0,53         | 908         | 2,36        |  |
| Exprimés       | Exprimés              | Exprimés                  | 40 575       | 99,47        | 37 535      | 97,64       |  |

#### Vingt-deuxième circonscription
|                | Bernard Lafay sortant réélu | UDR (URP)      | 15 575 | 52,72  |  |  |  |
|                | Guy-Victor Labat            | CD (PDM)       | 7 296  | 24,7   |  |  |  |
|                | Maurice Goldring            | PCF            | 2 013  | 6,81   |  |  |  |
|                | Jackie Nachtigal            | PSU            | 1 616  | 5,47   |  |  |  |
|                | Michel Salles               | SFIO (FGDS)    | 1 521  | 5,15   |  |  |  |
|                | Jean Barets                 | TD             | 841    | 2,85   |  |  |  |
|                | Jean-Robert Boudre          | MPR            | 679    | 2,3    |  |  |  |
|                |                             |                |        |        |  |  |  |
| Inscrits       | Inscrits                    | Inscrits       | 38 366 | 100,00 |  |  |  |
| Abstentions    | Abstentions                 | Abstentions    | 8 603  | 22,42  |  |  |  |
| Votants        | Votants                     | Votants        | 29 763 | 77,58  |  |  |  |
| Blancs et nuls | Blancs et nuls              | Blancs et nuls | 222    | 0,75   |  |  |  |
| Exprimés       | Exprimés                    | Exprimés       | 29 541 | 99,25  |  |  |  |

#### Vingt-troisième circonscription
| Candidat       | Candidat                        | Parti          | Premier tour | Premier tour | Second tour | Second tour |  |
| Candidat       | Candidat                        | Parti          | Voix         | %            | Voix        | %           |  |
| -------------- | ------------------------------- | -------------- | ------------ | ------------ | ----------- | ----------- |  |
|                | Jean de Préaumont sortant réélu | UDR (URP)      | 15 769       | 48,32        | 16 105      | 56,55       |  |
|                | Paul Garson                     | CD (PDM)       | 8 754        | 26,82        | 12 374      | 43,45       |  |
|                | Pierre Durand                   | PCF            | 3 282        | 10,06        |             |             |  |
|                | Jean-François Rodary            | PSU            | 2 194        | 6,72         |             |             |  |
|                | Jean Pécoup                     | SFIO (FGDS)    | 1 800        | 5,52         |             |             |  |
|                | Georges de Lastelle             | TD             | 837          | 2,56         |             |             |  |
|                |                                 |                |              |              |             |             |  |
| Inscrits       | Inscrits                        | Inscrits       | 43 261       | 100,00       | 43 261      | 100,00      |  |
| Abstentions    | Abstentions                     | Abstentions    | 10 410       | 24,06        | 13 508      | 31,22       |  |
| Votants        | Votants                         | Votants        | 32 851       | 75,94        | 29 753      | 68,78       |  |
| Blancs et nuls | Blancs et nuls                  | Blancs et nuls | 215          | 0,65         | 1 274       | 4,28        |  |
| Exprimés       | Exprimés                        | Exprimés       | 32 636       | 99,35        | 28 479      | 95,72       |  |

#### Vingt-quatrième circonscription
| Candidat       | Candidat                        | Parti          | Premier tour | Premier tour | Second tour | Second tour |  |
| Candidat       | Candidat                        | Parti          | Voix         | %            | Voix        | %           |  |
| -------------- | ------------------------------- | -------------- | ------------ | ------------ | ----------- | ----------- |  |
|                | François Missoffe sortant réélu | UDR (URP)      | 13 931       | 47,11        | 14 792      | 53,03       |  |
|                | Louis Régulier                  | PCF            | 6 147        | 20,79        | 8 612       | 30,87       |  |
|                | Gérard Heuchon                  | CD (PDM)       | 4 177        | 14,13        | 4 491       | 16,1        |  |
|                | Jean Genest                     | SFIO (FGDS)    | 2 330        | 7,88         |             |             |  |
|                | Pierre Nardin                   | PSU            | 2 085        | 7,05         |             |             |  |
|                | Philippe Guilhaum               | TD             | 901          | 3,05         |             |             |  |
|                |                                 |                |              |              |             |             |  |
| Inscrits       | Inscrits                        | Inscrits       | 40 656       | 100,00       | 40 660      | 100,00      |  |
| Abstentions    | Abstentions                     | Abstentions    | 10 751       | 26,44        | 12 442      | 30,6        |  |
| Votants        | Votants                         | Votants        | 29 905       | 73,56        | 28 218      | 69,4        |  |
| Blancs et nuls | Blancs et nuls                  | Blancs et nuls | 334          | 1,12         | 323         | 1,14        |  |
| Exprimés       | Exprimés                        | Exprimés       | 29 571       | 98,88        | 27 895      | 98,86       |  |

#### Vingt-cinquième circonscription
| Candidat                         | Candidat                    | Parti          | Premier tour | Premier tour | Second tour | Second tour |  |
| Candidat                         | Candidat                    | Parti          | Voix         | %            | Voix        | %           |  |
| -------------------------------- | --------------------------- | -------------- | ------------ | ------------ | ----------- | ----------- |  |
|                                  | Louis Vallon élu            | UDR (URP)      | 14 623       | 39,07        | 19 855      | 55,26       |  |
|                                  | Urbain Nédelec              | PCF            | 7 138        | 19,07        | Retrait     | Retrait     |  |
|                                  | Claude Estier sortant       | CIR (FGDS)     | 6 254        | 16,71        | 16 076      | 44,74       |  |
|                                  | Dominique Wapler            | CNIP (PDM)     | 3 399        | 9,08         |             |             |  |
|                                  | Jean-Jacques de la Rochette | RI             | 3 260        | 8,71         |             |             |  |
|                                  | Bernard Billaudot           | PSU            | 1 977        | 5,28         |             |             |  |
|                                  | Michel Veneau               | Divers (TD)    | 779          | 2,08         |             |             |  |
|                                  |                             |                |              |              |             |             |  |
| Inscrits                         | Inscrits                    | Inscrits       | 49 444       | 100,00       | 49 446      | 100,00      |  |
| Abstentions                      | Abstentions                 | Abstentions    | 11 567       | 23,39        | 12 729      | 25,74       |  |
| Votants                          | Votants                     | Votants        | 37 877       | 76,61        | 36 717      | 74,26       |  |
| Blancs et nuls                   | Blancs et nuls              | Blancs et nuls | 447          | 1,18         | 786         | 2,14        |  |
| Exprimés                         | Exprimés                    | Exprimés       | 37 430       | 98,82        | 35 931      | 97,86       |  |
| Source : Data.gouv.fr et CEVIPOF |                             |                |              |              |             |             |  |

#### Vingt-sixième circonscription
|                | Joël Le Tac sortant réélu | UDR (URP)      | 15 966 | 51,37  |  |  |  |
|                | Jean Wlos                 | PCF            | 6 208  | 19,97  |  |  |  |
|                | Pierre Seince             | SFIO (FGDS)    | 4 372  | 14,07  |  |  |  |
|                | Tony Dreyfus              | PSU            | 2 327  | 7,49   |  |  |  |
|                | Philippe Proniewski       | MPR            | 1 329  | 4,28   |  |  |  |
|                | René Bocquet              | TD             | 877    | 2,82   |  |  |  |
|                |                           |                |        |        |  |  |  |
| Inscrits       | Inscrits                  | Inscrits       | 41 817 | 100,00 |  |  |  |
| Abstentions    | Abstentions               | Abstentions    | 10 273 | 24,57  |  |  |  |
| Votants        | Votants                   | Votants        | 31 544 | 75,43  |  |  |  |
| Blancs et nuls | Blancs et nuls            | Blancs et nuls | 465    | 1,47   |  |  |  |
| Exprimés       | Exprimés                  | Exprimés       | 31 079 | 98,53  |  |  |  |

#### Vingt-septième circonscription
| Candidat                  | Candidat              | Parti          | Premier tour | Premier tour | Second tour | Second tour |  |
| Candidat                  | Candidat              | Parti          | Voix         | %            | Voix        | %           |  |
| ------------------------- | --------------------- | -------------- | ------------ | ------------ | ----------- | ----------- |  |
|                           | Jean Bernasconi élu   | UDR (URP)      | 11 530       | 38,55        | 14 757      | 52,34       |  |
|                           | Louis Baillot sortant | PCF            | 9 368        | 31,32        | 13 435      | 47,66       |  |
|                           | Bernard Maurize       | CD (PDM)       | 2 763        | 9,24         |             |             |  |
|                           | Roger Friedmann       | Radical (FGDS) | 2 272        | 7,60         |             |             |  |
|                           | René Thomas           | RI             | 1 757        | 5,87         |             |             |  |
|                           | Charles Cimerman      | PSU            | 1 686        | 5,64         |             |             |  |
|                           | Jean-Marie Detton     | Divers (TD)    | 300          | 1,00         |             |             |  |
|                           | Ivan d'Ornano         | Divers (MPR)   | 232          | 0,78         |             |             |  |
|                           |                       |                |              |              |             |             |  |
| Inscrits                  | Inscrits              | Inscrits       | 39 980       | 100,00       | 39 980      | 100,00      |  |
| Abstentions               | Abstentions           | Abstentions    | 9 720        | 24,31        | 10 883      | 27,22       |  |
| Votants                   | Votants               | Votants        | 30 260       | 75,69        | 29 097      | 72,78       |  |
| Blancs et nuls            | Blancs et nuls        | Blancs et nuls | 352          | 1,16         | 905         | 3,11        |  |
| Exprimés                  | Exprimés              | Exprimés       | 29 908       | 98,84        | 28 192      | 96,89       |  |
| Source : CDSP et Le Monde |                       |                |              |              |             |             |  |

#### Vingt-huitième circonscription
| Candidat       | Candidat                   | Parti          | Premier tour | Premier tour | Second tour | Second tour |  |
| Candidat       | Candidat                   | Parti          | Voix         | %            | Voix        | %           |  |
| -------------- | -------------------------- | -------------- | ------------ | ------------ | ----------- | ----------- |  |
|                | Pierre Ruais sortant réélu | UDR (URP)      | 14 033       | 47,39        | 15 403      | 55,25       |  |
|                | Henri Fiszbin              | PCF            | 8 362        | 28,24        | 12 474      | 44,75       |  |
|                | Pierre Mattéi              | Radical (FGDS) | 3 429        | 11,58        |             |             |  |
|                | Robert Michel              | PSU            | 2 377        | 8,03         |             |             |  |
|                | Bernard Brunie             | TD             | 1 412        | 4,77         |             |             |  |
|                |                            |                |              |              |             |             |  |
| Inscrits       | Inscrits                   | Inscrits       | 38 806       | 100,00       | 38 808      | 100,00      |  |
| Abstentions    | Abstentions                | Abstentions    | 8 758        | 22,57        | 9 952       | 25,64       |  |
| Votants        | Votants                    | Votants        | 30 048       | 77,43        | 28 856      | 74,36       |  |
| Blancs et nuls | Blancs et nuls             | Blancs et nuls | 435          | 1,45         | 979         | 3,39        |  |
| Exprimés       | Exprimés                   | Exprimés       | 29 613       | 98,55        | 27 877      | 96,61       |  |

#### Vingt-neuvième circonscription
| Candidat       | Candidat               | Parti          | Premier tour | Premier tour | Second tour | Second tour |  |
| Candidat       | Candidat               | Parti          | Voix         | %            | Voix        | %           |  |
| -------------- | ---------------------- | -------------- | ------------ | ------------ | ----------- | ----------- |  |
|                | Paul Laurent sortant   | PCF            | 8 506        | 29,02        | 12 614      | 46,24       |  |
|                | André Rives-Henrÿs élu | UDR            | 8 352        | 28,5         | 14 667      | 53,76       |  |
|                | Michel Junot           | RI             | 5 126        | 17,49        | Retrait     | Retrait     |  |
|                | Norbert Castellane     | CD (PDM)       | 3 132        | 10,69        |             |             |  |
|                | Georges Benita         | SFIO (FGDS)    | 1 928        | 6,58         |             |             |  |
|                | Michel Volle           | PSU            | 1 868        | 6,37         |             |             |  |
|                | Bernard Guillibert     | TD             | 396          | 1,35         |             |             |  |
|                |                        |                |              |              |             |             |  |
| Inscrits       | Inscrits               | Inscrits       | 37 995       | 100,00       | 37 995      | 100,00      |  |
| Abstentions    | Abstentions            | Abstentions    | 8 395        | 22,1         | 9 673       | 25,46       |  |
| Votants        | Votants                | Votants        | 29 600       | 77,9         | 28 322      | 74,54       |  |
| Blancs et nuls | Blancs et nuls         | Blancs et nuls | 292          | 0,99         | 1 041       | 3,68        |  |
| Exprimés       | Exprimés               | Exprimés       | 29 308       | 99,01        | 27 281      | 96,32       |  |

#### Trentième circonscription
| Candidat       | Candidat                 | Parti          | Premier tour | Premier tour | Second tour | Second tour |  |
| Candidat       | Candidat                 | Parti          | Voix         | %            | Voix        | %           |  |
| -------------- | ------------------------ | -------------- | ------------ | ------------ | ----------- | ----------- |  |
|                | Claire Vergnaud sortante | PCF            | 8 759        | 27,41        | 13 513      | 45,99       |  |
|                | Roland Carter élu        | UDR            | 8 358        | 26,15        | 15 868      | 54,01       |  |
|                | Marc Saintout            | Modérés        | 3 389        | 10,6         |             |             |  |
|                | Jacques Rosenthal        | CD (PDM)       | 3 183        | 9,96         |             |             |  |
|                | Jacqueline Aventin       | RI             | 2 863        | 8,96         |             |             |  |
|                | Pierre Astier            | SFIO (FGDS)    | 2 604        | 8,15         |             |             |  |
|                | Léon Goldberg            | PSU            | 2 259        | 7,07         |             |             |  |
|                | Michel Gardelle          | TD             | 352          | 1,1          |             |             |  |
|                | René Dedieu              | Radsoc         | 194          | 0,61         |             |             |  |
|                |                          |                |              |              |             |             |  |
| Inscrits       | Inscrits                 | Inscrits       | 41 205       | 100,00       | 41 205      | 100,00      |  |
| Abstentions    | Abstentions              | Abstentions    | 8 877        | 21,54        | 10 651      | 25,85       |  |
| Votants        | Votants                  | Votants        | 32 328       | 78,46        | 30 554      | 74,15       |  |
| Blancs et nuls | Blancs et nuls           | Blancs et nuls | 367          | 1,14         | 1 173       | 3,84        |  |
| Exprimés       | Exprimés                 | Exprimés       | 31 961       | 98,86        | 29 381      | 96,16       |  |

#### Trente-et-unième circonscription
| Candidat       | Candidat             | Parti          | Premier tour | Premier tour | Second tour | Second tour |  |
| Candidat       | Candidat             | Parti          | Voix         | %            | Voix        | %           |  |
| -------------- | -------------------- | -------------- | ------------ | ------------ | ----------- | ----------- |  |
|                | Albert Marcenet élu  | UDR (URP)      | 17 374       | 37,46        | 23 102      | 53,87       |  |
|                | Lucien Villa sortant | PCF            | 13 560       | 29,24        | 19 782      | 46,13       |  |
|                | Jean Lacombe         | CD (PDM)       | 5 084        | 10,96        |             |             |  |
|                | Michel Mousel        | PSU            | 3 387        | 7,3          |             |             |  |
|                | Pierre Bion          | RI             | 3 313        | 7,14         |             |             |  |
|                | Yvette Roudy         | CIR (FGDS)     | 2 886        | 6,22         |             |             |  |
|                | Michel Barrault      | TD             | 517          | 1,11         |             |             |  |
|                | Robert Gaucher       | Radsoc         | 256          | 0,55         |             |             |  |
|                |                      |                |              |              |             |             |  |
| Inscrits       | Inscrits             | Inscrits       | 59 943       | 100,00       | 59 943      | 100,00      |  |
| Abstentions    | Abstentions          | Abstentions    | 13 033       | 21,74        | 15 452      | 25,78       |  |
| Votants        | Votants              | Votants        | 46 910       | 78,26        | 44 491      | 74,22       |  |
| Blancs et nuls | Blancs et nuls       | Blancs et nuls | 533          | 1,14         | 1 607       | 3,61        |  |
| Exprimés       | Exprimés             | Exprimés       | 46 377       | 98,86        | 42 884      | 96,39       |  |